# Pournárion (ort i Grekland)
Pournárion (Pournari) är en ort i Grekland.   Den ligger i prefekturen Fthiotis och regionen Grekiska fastlandet, i den centrala delen av landet, 180 km nordväst om huvudstaden Aten. Pournárion ligger 288 meter över havet och antalet invånare är 280.
Terrängen runt Pournárion är varierad. Runt Pournárion är det glesbefolkat, med 15 invånare per kvadratkilometer. Närmaste större samhälle är Fársala, 16,7 km norr om Pournárion. Trakten runt Pournárion består till största delen av jordbruksmark.